# Hockey Roller Club Monza 2024-2025
Questa voce raccoglie le informazioni riguardanti l'Hockey Roller Club Monza nelle competizioni ufficiali della stagione 2024-2025.

## Maglie e sponsor
Lo sponsor ufficiale per la stagione 2024-2025 è TeamServiceCar.
| 1ª divisa | 2ª divisa |

## Organigramma societario
- Presidente: Andrea Brambilla
- Vicepresidente: Franco Girardelli
- Segretario: Franco Gariboldi
- Direttore sportivo: Franco Girardelli
- Addetto stampa: Paolo Virdi

## Organico

### Giocatori
| N° | Naz.                 | Ruolo | Sportivo             |  |  |  |
| -- | -------------------- | ----- | -------------------- |  |  |  |
| 1  | Italia (bandiera)    | P     | Luca Borgonovo       |  |  |  |
| 4  | Italia (bandiera)    | A     | Marco Gariboldi      |  |  |  |
| 6  | Argentina (bandiera) | A     | Francisco Bielsa     |  |  |  |
| 7  | Italia (bandiera)    | D     | Matteo Galimberti    |  |  |  |
| 9  | Italia (bandiera)    | D     | Giulio Piccoli       |  |  |  |
| 10 | Argentina (bandiera) | P     | Juan Velazquez       |  |  |  |
| 66 | Argentina (bandiera) | A     | Valentino Marzonetto |  |  |  |
| 74 | Italia (bandiera)    | A     | Michele Pesavento    |  |  |  |
| 75 | Italia (bandiera)    | A     | Alessandro Uva       |  |  |  |
| 84 | Italia (bandiera)    | D     | Matteo Zucchetti     |  |  |  |

### Staff tecnico
- Allenatore:  Ivan Jaquierz

## Mercato
| Acquisti | Acquisti             | Acquisti        | Acquisti |
| R.       | Nome                 | da              |          |
| -------- | -------------------- | --------------- | -------- |
| A        | Valentino Marzonetto |                 |          |
| A        | Michele Pesavento    | Pumas Viareggio |          |
| D        | Giulio Piccoli       | Trissino        |          |
| P        | Juan Velazquez       |                 |          |

| Cessioni | Cessioni             | Cessioni       | Cessioni |
| R.       | Nome                 | a              |          |
| -------- | -------------------- | -------------- | -------- |
| P        | Filippo Fongaro      | Grosseto       |          |
| D        | Gabriele Gavioli     | Azzurra Novara |          |
| A        | Elia Petrocchi       | Azzurra Novara |          |
| A        | Julian Tamborindegui | Bassano        |          |